# Amun-Re
Amun-Re vereinigt als altägyptischer „König der Götter“ die Eigenschaften des Re, Min und Amun. Damit ist er Sonnen-, Wind- und Fruchtbarkeitsgott in der altägyptischen Religion.

## Hintergrund
Amun-Re ist erstmals in der 11. Dynastie unter Mentuhotep II. in dessen Totentempel belegt. Ihm zu Ehren wurde die Kapelle für seinen neuen Kult erbaut. Um sich gegenüber der starken Re-Verehrung des Alten Reichs zu behaupten, zogen die Priester Amun und Re zu Amun-Re zusammen. Amun wurde oft als der „Re, den man in Karnak anbetet“ verehrt.
Sein Synonym „Hauch des Lebens für alle Dinge“ reicht in den Wurzeln bis in das Alte Reich zurück. Die „Weltkammer“ und der „Obeliskenraum“ des Sonnenheiligtums des Niuserre bildete das Zentrum des damaligen Re-Kultes in Verbindung der Gottheiten Re und Min. Gleichzeitig stand das Schöpfungsmotiv in Übertragung auf den herrschenden König im Mittelpunkt, dessen damalige Rolle als „Vollzieher der Schöpfung“ die Charaktere von Re und Min in sich vereinte.
Im Neuen Reich wurde er als „König der Götter und Herr der Throne beider Länder“ Hauptgott. Unter Amenophis IV. nahm die Verehrung des Amun-Re ab; ob infolge einer kurzzeitigen Monolatrie (Aton) oder der räumlichen Trennung von Pharao und Elite, ist nicht einstimmig in der Forschungswelt geklärt.

### Darstellung

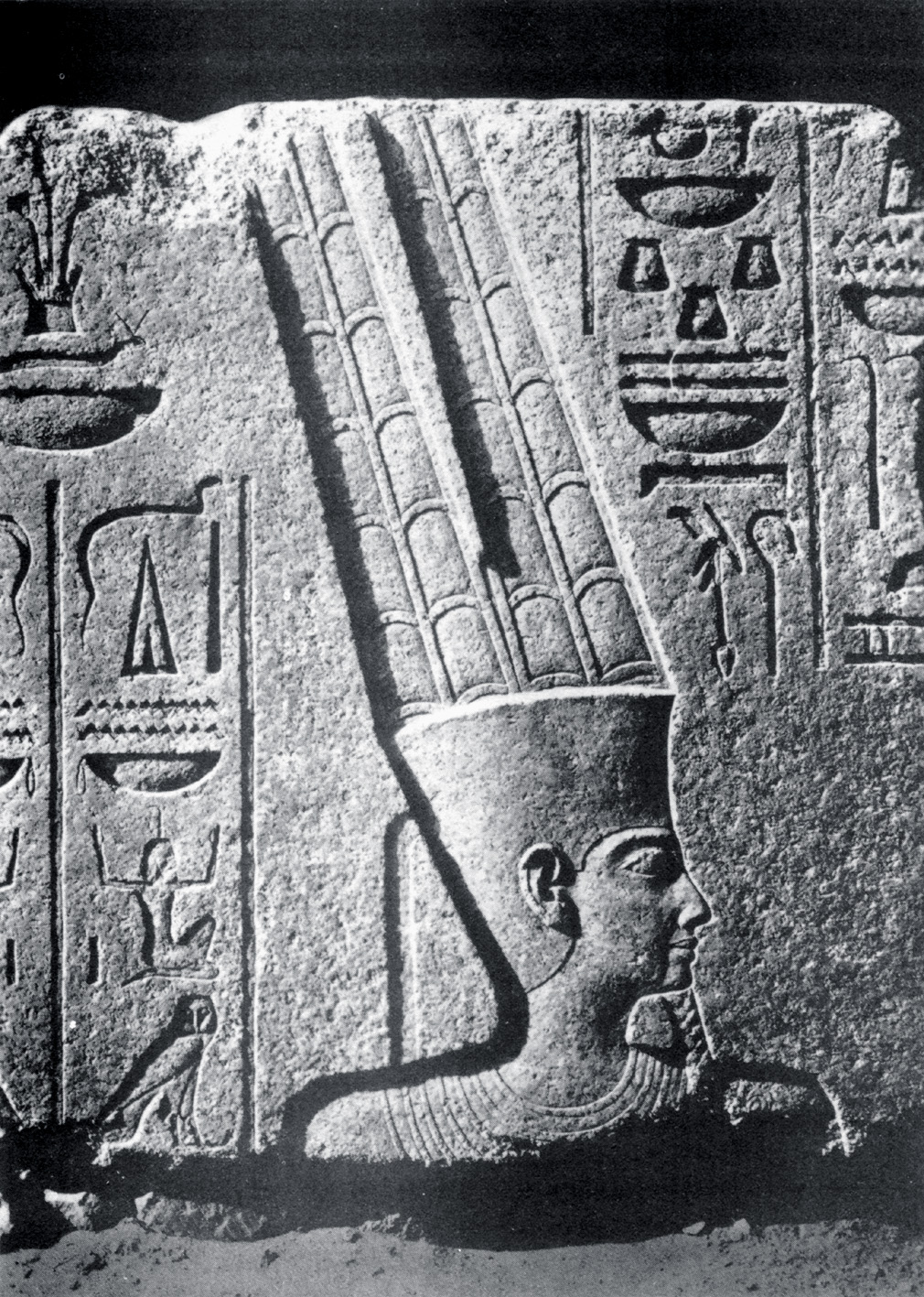
Darstellung des Amun-Re

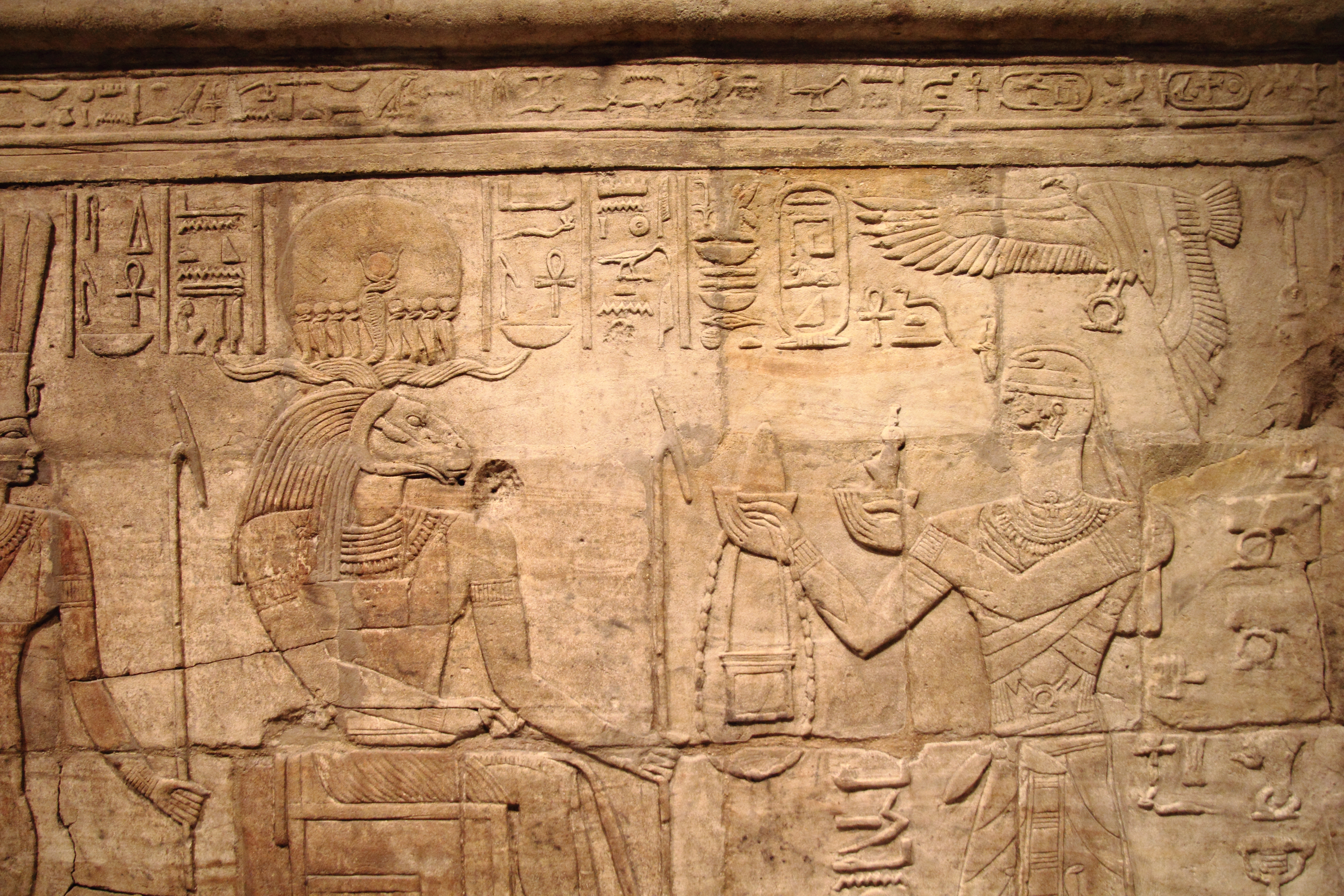
König Taharqa opfert dem widderköpfigen "Amun-Re von Gem-Aton", die lokale Ausprägung des Gottes in Kawa, Sudan

Seit dem Mittleren Reich trat Amun-Re von Theben in den drei Sonderformen „Amun-Re, Herr von Karnak“, „Amun-Re, Herr von Luxor“ und „Amun-Re-Kamutef“ in Erscheinung. Die ikonografische Darstellung symbolisierte zunächst die Attribute des Min und des Amun. Zumeist trägt Amun-Re die Doppelfederkrone, die von einem Stirnband gehalten wird. Hinter seinem Rücken ist der erhobene Arm mit einer Geißel zu sehen, Sinnbild des Unterwerfens der Feinde Ägyptens.
Bezeugt ist die damals weitere Gleichsetzung mit Min-Amun erstmals aus dem Verlauf der Zweiten Zwischenzeit, der im Neuen Reich die Ergänzung mit Kamutef zu Amun-Re-Min-Kamutef folgte. Entsprechend erweiterte sich nun seine ikonografische Darstellung mit dem Tempel des Min und den Pflanzen des Lattichgartens. In der frühen 18. Dynastie kam schließlich die Abbildung des Min-Zeltes hinzu.

### Weitere Funktionen
Spätestens unter Hatschepsut übernahm Amun-Re als Chronokrat die Herrschaft über den ersten Peret-Monat im Mondkalender. Mit diesem Schritt wurde eine weitere Verbindung zu Niuserre in der 5. Dynastie hergestellt, der das Sedfest zu seiner Zeit mit Sonnenaufgang des ersten Neumondtages im ersten Peret-Monat feierte.
Im Totentempel des Sethos I. trägt Amun-Re die Bezeichnung „Erster der Neunheit von Heliopolis, der inmitten des Totentempels von Sethos I. ist“. Dieser Titel verweist auf die alte Schöpfergottheit Atum, die von Re in der 6. Dynastie als neues Oberhaupt der Neunheit in Heliopolis abgelöst wurde.

### Tempel des Amun-Re in Karnak
Der Tempel des Amun-Re in Karnak war der größte und reichste des Reiches. Letztlich herrschte Re in der Maske des Amun bis zum Ende der Pharaonenzeit. Mit der Zerstörung Thebens 663 v. Chr. durch die Assyrer stieg allerdings Osiris zum Hauptgott auf, der nun das Amt des Chronokraten über den ersten Peret-Monat Tybi übernahm.

### Osiris in der Funktion des Amun-Re
In griechisch-römischer Zeit kam im Zuge der Osiris-Mysterien der 29. Choiak als Kikellia-Fest hinzu. Für die Ptolemäer stellten die Feierlichkeiten im Rahmen der Osiris-Mysterien die wichtigsten Feiertage dar.
Mit dem Abend des ersten Tag des Monats Tybi begann mit Eröffnung der Peret-Jahreszeit das Horus-Fest, bei dem die Zeugung des Horus zelebriert wurde. Einen Tag zuvor, am Abend des 30. Choiak, eröffnete das Osiris-Fest den Wiedergeburtszyklus, den die Ägypter mit Prozessionen der  Wiederauferstehung vom Abend des 29. Choiak bis zu den ersten Sonnenstrahlen des 1. Tybi in allen Tempeln mit dem Betreten der heiligen Barke des Osiris feierten und nach Sonnenaufgang des 1. Tybi mit dem Horus-Fest am Abend fortsetzten.

### Erwähnung in der Bibel
In der Bibel (Jer 46,25 ) wird Amun-Re als Amon von No erwähnt. Der Prophet Jeremia sagt die Vernichtung des Amun durch den Gott Israels voraus.